# بيل لياو
بيل لياو (بالإنجليزية: Bill Liao)‏ هو رائد أعمال أسترالي، ولد في 1967.